# 1869 год в истории железнодорожного транспорта
1869 год в истории железнодорожного транспорта

## События
- В Уругвае проложена первая железная дорога Монтевидео — Дурасно[1].
- В Румынии началось железнодорожное строительство[1].
- В Гондурасе построена первая железная дорога[1].
- В Греции построена первая железная дорога соединившая Афины и Пирей[1][2].
- Американский предприниматель Дж. Вестингауз получил патент на прямодействующий воздушный тормоз для подвижного состава.
- Созданы Донецкая железная дорога, Южная железная дорога.

## Новый подвижной состав
- В Великобритании освоен выпуск паровозов серии Ъ.

## Персоны

### Скончались
- Граф Пётр Андре́евич Клейнми́хель — русский государственный деятель, главноуправляющий путями сообщений и публичными зданиями с 1842 по 1855 год.